# Jüdische Kultur
Der Ausdruck  jüdische Kultur bezeichnet eine Reihe vielfältiger miteinander in Verbindung stehender Phänomene; zum einen die weltliche Kultur der jüdischen Gemeinschaften, zum anderen den kulturellen Beitrag bestimmter säkularer Juden, aber auch die Kultur jener religiösen Juden, die im kulturellen Bereich Bedeutung haben, aber normalerweise nicht ausdrücklich mit Religion in Zusammenhang gebracht werden.
Seit dem Beginn der jüdischen Geschichte haben sich kulturelle Phänomene entwickelt, die bestimmte charakteristisch jüdische Züge aufweisen, ohne sich als speziell religiös zu verstehen. Einige dieser Merkmale entstammen unmittelbar dem Judentum, andere den vielfältigen Beziehungen der Juden zu ihrer Umwelt, wieder andere der sozialen und kulturellen Dynamik der jüdischen Gemeinschaft, in der Auseinandersetzung mit der Religion selbst.

## Geschichte
Die Juden lebten bis ins 19. Jahrhundert in der Diaspora zerstreut. In Europa waren dies hauptsächlich die Aschkenasim. Die Sephardim waren weit unter den Ländern Nordafrikas, aber auch in der Türkei, sowie in kleineren Gemeinschaften anderer Regionen verbreitet. Die Mizrachim waren hauptsächlich in der arabischen Welt verbreitet. Andere jüdische Gruppen gab es in Äthiopien, dem Kaukasus (Bergjuden) oder in Indien. Viele dieser Bevölkerungsgruppen wurden in einem gewissen Grad von den umgebenden Kulturen ghettoisiert.
Vom Ende des Mittelalters bis zum Holocaust war die überwiegende Mehrheit der jüdischen Bevölkerung der Welt aschkenasischer Abstammung.

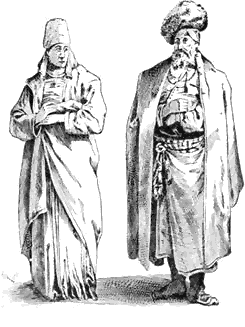
Juden in Polen 1765

Die osteuropäischen jüdischen Gemeinschaften des Mittelalters entwickelten über die Jahrhunderte unverwechselbare kulturelle Merkmale, und mit der beginnenden Aufklärung (samt ihrem jüdischen Echo, der Haskalah), verstanden sich die jiddisch-sprechenden Juden Osteuropas selbst als Ausformung einer eigenen ethnischen bzw. nationalen Gruppe, deren Identität nicht notwendig auf der Religion basierte. Constantin Măciucă nennt dies „einen unterscheidenden aber nicht isolierenden jüdischen Geist “, der die Kultur der Jiddisch sprechenden Juden durchdringt. Dies wurde durch den Aufstieg der Romantik und das allgemeine Anwachsen eines Nationalbewusstseins in den europäischen Ländern nur verstärkt. So waren z. B. die Mitglieder des Bundes – (allgemeiner jüdischer Arbeiterbund) von Ende des 19. bis Anfang des 20. Jahrhunderts – erklärtermaßen nicht religiös bzw. anti-religiös. Die Haskalah vereinte die jüdische Emanzipationsbewegung Mittel- und Westeuropas, um so den Juden den Zugang in die weltliche Gesellschaft zu bahnen. Zur gleichen Zeit verursachten Pogrome in Osteuropa eine Auswanderungswelle, großenteils in die USA, wo man zwischen 1880 und 1920 2 Millionen jüdische Einwanderer zählte. In den 1940ern vernichtete der Holocaust den größten Teil des europäischen Judentums, und die Auswanderung von Juden aus arabischen und islamischen Ländern nach der Entstehung Israels bewirkte eine weitere geographische Verschiebung.

Es ist kompliziert, unter den religiös praktizierenden Juden die weltliche Kultur zu definieren, da ihre gesamte Kultur von religiösen Traditionen gleichsam durchdrungen ist. (Dies trifft besonders für das orthodoxe Judentum zu.) Gary Tobin, Chef des Institute for Jewish and Community Research, äußerte über die traditionelle jüdische Kultur: 
 Zwischen Religion und Kultur besteht kein wirklicher Gegensatz. Jedes religiöse Merkmal erscheint mit Kultur angefüllt; jeder kulturelle Akt mit Religiosität. Die Synagoge selbst bildet ein Zentrum jüdischer Kultur. Was macht das Leben schließlich wirklich aus? Essen, Beziehungen, Reichtum; das ist jüdisches Leben. So viele unserer Traditionen enthalten in sich selbst kulturelle Aspekte. Siehe das Pessachfest (Seder): es ist im Wesentlichen großes Theater. Beraubt man die jüdische Erziehung und Religiosität der Kultur, wird sie uninteressant.
Yaakov Malkin, Professor für Ästhetik und Rhetorik an der Universität Tel Aviv sowie Gründer- und akademischer Direktor der Meitar Hochschule für Judentum als Kultur in Jerusalem merkt an: 
Heute begehen zahlreiche säkulare Juden auf weltliche Art und Weise jüdische kulturelle Ereignisse, die jüdischen Festtage als historische und naturbezogene Feste, gefüllt mit neuem Inhalt und Form, oder die markanten Ereignisse des Lebenskreises wie Geburt, Bat/Bar Mizwa, Heirat und Tod. Sie kommen zusammen, um Themen jüdischer Kultur und ihre Beziehung zu anderen Kulturen, im havurot, Kulturvereinen und weltlichen Synagogen zu studieren, und partizipieren am öffentlichen wie politischen Leben ähnlich den einstigen weltlichen jüdischen Bewegungen, wie die ehemalige Bewegung für die Freiheit der sowjetischen Juden oder die Bewegungen gegen die Pogrome, Diskriminierung und Religionszwang. Die jüdische weltliche humanistische Erziehung prägt allgemeine moralische Werte sowohl durch die klassische jüdische als auch durch die Weltliteratur sowie durch das Streben nach sozialer Veränderung, zum Ideal von Gerechtigkeit und Nächstenliebe. 

## Sprachen
Literarische und theaterbezogene Ausdrücke der weltlichen jüdischen Kultur können sowohl in den spezifisch jüdischen Sprachen vorkommen wie Hebräisch, Jiddisch oder Ladino, als auch in der Sprache der umgebenden Kulturen wie Englisch, Russisch oder Deutsch. Die weltliche jiddische Literatur und das Theater erlebten im 19. Jahrhundert ihren Aufstieg und Mitte des 20. Jahrhunderts ihren Niedergang. Die Wiederbelebung des Hebräischen über seinen liturgischen Gebrauch hinaus ist ein besonderes Phänomen des beginnenden 20. Jahrhunderts, das eng mit dem Zionismus verbunden ist. Im Allgemeinen entscheidet die regionale Situation darüber, ob eine jüdische Gemeinschaft sich einer jüdischen oder nichtjüdischen Sprache bedient. So war die Sprache der Juden im polnischen Schtetl wie der Lower East Side New Yorks (Anfang des 20. Jahrhunderts) Jiddisch, während die assimilierten Juden Deutschlands im 19. Jahrhundert oder gegenwärtig in den USA heute im Allgemeinen Deutsch bzw. Englisch sprechen.

## Film
Bereits zu der Zeit, als das jiddische Theater noch eine wichtige Rolle in der Theaterwelt spielte, wurden über 100 Filme auf Jiddisch gedreht. Bereits in der Stummfilmzeit wurden mit Filmen wie Ost und West (1923) die Anfänge, inspiriert von Dramen und Komödien aus dem Jiddischen Theater, des jiddischen Tonfilms gemacht. Viele sind heute verschollen. Zu den wichtigsten Filmen zählten Shulamith  (1931), das erste jiddische Film-Musical,  Der jiddische König Lear  (1934), der größte jiddische Filmerfolg aller Zeiten Yidl mitn Fidl (1936),  Der Dybbuk  (1937),  Lang ist der Weg  (1948) und  Gott, Mensch und Teufel  (1950). Einer der bedeutendsten und produktivsten Regisseure des jiddischen Films war Sidney M. Goldin. Weitere Regisseure des jiddischen Films waren Joseph Seiden aber auch Edgar G. Ulmer.
Die Liste jüdischer Filmunternehmer in der englischsprachigen US-Filmindustrie ist legendär. Indessen brachten bis auf Steven Spielberg wenige von ihnen ein als jüdisch erkennbares Gespür oder Themenbewusstsein zum Ausdruck. Eine spezifischer jüdisch zu nennende Sensibilität findet sich in Filmen der Marx Brothers, Mel Brooks’ oder Woody Allens; andere Beispiele spezifisch jüdischer Hollywood-Filme sind Yentl mit Barbra Streisand   (1983) bzw. John Frankenheimers  Der Fixer  (1968).
Jüdische Filmkomponisten haben auch die Musik zu zahlreichen bedeutenden Filmen des 20. Jahrhunderts geschrieben.

## Radio und Fernsehen
Die ersten Rundfunkanstalten RCA und Columbia Broadcasting System, wurden von den jüdischen Amerikanern David Sarnoff beziehungsweise William S. Paley gegründet. Diese jüdischen Pioniere gehörten auch zu den ersten Schwarzweiß- und Farbfernsehproduzenten,. Unter den jüdischen Einwanderergemeinden Amerikas gab es auch ein jiddischsprachiges Radio, das sein „Goldenes Zeitalter“ von den 1930er bis in die 1950er Jahre erreicht hatte.

Obgleich es in den USA nur ein spezifisch jüdisches Fernsehprogramm (National Jewish Television gibt, mit nur drei Sendestunden pro Woche für ausdrücklich religiöse Themen), gehören Juden von Anbeginn zum amerikanischen Fernsehen. Von Sid Caesar und Milton Berle zu Joan Rivers, Gilda Radner und Andy Kaufman zu Billy Crystal und Jerry Seinfeld zählten jüdische Stand-Up-Comedians zu den Ikonen des amerikanischen Fernsehens. Andere prominente jüdische Rundfunk- und Fernsehpersönlichkeiten waren Eddie Cantor, Al Jolson, Jack Benny, Walter Winchell und David Susskind. Nach Paul Johnson waren 
das Broadway-Musical, Radio und Fernsehen Beispiele eines grundlegenden Prinzips der jüdischen Diaspora: Juden, die einen völlig neuen Raum erschließen, beginnen mit dem Geschäft und mit der Kultur, eine  tabula rasa, auf der sie ihr Kennzeichen anbringen, bevor andere Interessen eine Gelegenheit sahen, zuzugreifen, Zünfte zu gründen oder anderweitigen Beistand heranzuziehen, um ihnen den Zugang zu verweigern.
Eine der ersten im Fernsehen übertragenen Situationskomödien,  Die Goldbergs wurde in einem spezifisch jüdischen Milieu der Bronx gedreht. Die offenkundig jüdische Umgebung von Die Goldbergs  war für eine amerikanische Fernsehserie ungewöhnlich; eines der wenigen anderen Beispiele war Brooklyn Bridge (1991–1993). Juden haben auch eine enorme Rolle als Fernsehkomödienautoren gespielt: Woody Allen, Mel Brooks, Selma Diamond, Larry Gelbart, Carl Reiner und Neil Simon schrieben alle für Sid Caesar; Reiners Sohn Rob Reiner arbeitete mit Norman Lear bei der Serie All in the Family (die sich häufig bei antisemitischen und anderen Vorurteilen engagierte); Larry David und Jerry Seinfeld legten den Grundstein für den Erfolg der Sitcom  Seinfeld , Lorne Michaels, Al Franken, Rosie Shuster und Alan Zweibel (Saturday Night Live) brachten frischen Wind in die Variety Show der 1970er.

## Tanz
In biblischen Traditionen wurzelnd galt der Tanz bei den Juden lange als Ausdrucksmittel der Freude und des Gemeinschaftsgefühls. „Der Tanz war eine Lieblingsbeschäftigung der Juden, die nie asketisch waren, und hatte seinen Platz in der Religion.“ In der Antike war der Tanz, wie in allen alten Kulturen, tief in Religion und Alltag von Israeliten und Juden eingebettet. Jede Gemeinde der Diaspora entwickelte ihre eigenen Tanztraditionen für Hochzeitsfeiern und andere bedeutsame Ereignisse. Für die Aschkenasim in Osteuropa waren z. B. Tänze, deren Namen den unterschiedlichen Formen der Klezmermusik entsprachen, das Verbindungsglied bei der Hochzeitszeremonie im Schtetl. Jüdische Tänze waren sowohl beeinflusst durch die umgebenden nicht jüdischen Traditionen als auch von den die Zeit überdauernden jüdischen Quellen. „Im Allgemeinen pflegten die Juden eine ausdrucksvolle Körpersprache, die von derjenigen benachbarter nichtjüdischer Völker deutlich unterschied, hauptsächlich durch die Sprache der Hände und Arme, sowie der Beine – bei geschickteren jüngeren Männern.“ Im Allgemeinen quittierte man in den traditionell religiösen Gemeinschaften den Tanz gemeinsam mit Partnern des anderen Geschlechts eher mit Argwohn.
Der Volkstanz in Israel wurde erst entwickelt mit den Einwanderern des 20. Jahrhunderts, er „reflektiert das Leben des in sein Land zurück kommenden Volkes.“ Führend in den Anfängen waren vor allem Juden aus Deutschland und Österreich, so etwa Gertrud Kaufmann alias Gurit Kadman oder Rivka Sturman, beide aus Leipzig kommend. Die Ursprünge der ersten „israelischen“ Volkstänze sind auf etwa 1940 zurückzuführen, damals in der Literatur noch „palästinensischer Volkstanz“ genannt, spätestens jedoch auf 1944 mit dem ersten Volkstanzfest im Kibbuz Dalia. Hora ist der Name eines Rundtanzes in Israel und in anderen Ländern. (Derselbe Name bezeichnet einen Rundtanz, der in Rumänien Nationaltanz ist.) Im Jemen, wo Juden das öffentliche Tanzen verboten war, entwickelten sich Formen des Tanzes, die aus Hüpfen auf der Stelle und bestimmten Posituren bestanden, so dass sie in einem engeren Raum möglich waren.
Juden haben Wichtiges und Entscheidendes zur Entwicklung des Balletts und modernen Tanzes in Europa beigetragen, in den Vereinigten Staaten und in Israel, wie zuvor im Tanz des Musiktheaters. In Russland und Frankreich waren die Ballets Russes nach Paul Johnson, „hauptsächlich eine jüdische Schöpfung“. In Israel haben sowohl die jüdischen Einwanderer aus Frankreich und anderen europäischen Ländern, als auch die einheimischen Juden eine pulsierende Tanzszene etabliert, samt dem populären und einflussreichen Israel Ballett. Dieses Ensemble besteht sowohl aus gebürtigen Israelis wie aus Emigranten der ehemaligen Sowjetunion. Der zeitgenössische Tanz in Israel leitet sich sowohl aus dem israelischen Volkstanz als auch von europäischen Einflüssen ab und wird in der populären Kibbuz Contemporary Dance Company, dem Inbal Dance Theater, der Bat-Dor Dance Company und Batsheva Dance Company gepflegt. In den Vereinigten Staaten sind Jerome Robbins, Anna Sokolow, Michael Bennett, Michael Kidd, Ron Field, Arthur Murray, Helen Tamiris und Pearl Lang erfolgreich und führend im Broadwaytanz, Ballett und im zeitgenössischen Tanz sowie bis zu einem gewissen Grad im Gesellschaftstanz gewesen. Der jüdische Ballett-Impresario Lincoln Kirstein wirkte als Gründer bzw. Mitbegründer für die School of American Ballet, das American Ballet und das New York City Ballet.

## Bildende Kunst
Im Vergleich zur Musik oder dem Theater weisen die bildenden Künste ein geringeres Maß spezifisch jüdischer Traditionen auf. Dies wird zumeist damit begründet, dass die jüdische Kultur vor der Emanzipation durch religiöse Tradition dominiert wurde. Da die meisten rabbinischen Autoritäten glaubten, das Zweite Gebot würde die Werke der bildenden Kunst als „geschnitzte Bilder“ disqualifizieren, blieb die Zahl der jüdischen Künstler verhältnismäßig gering, bis sie sich Ende des 18. Jahrhunderts weitgehend europäisch assimilierten. Anzumerken ist, dass trotz der Scheu der früheren religiösen Gemeinden, Kunst sei Götzendienst, der Tanach sakrale Kunst erwähnt und dass es auch in der jüdischen Antike und im Mittelalter künstlerische Darstellungen im Judentum gab. An den Wänden des salomonischen Tempels gab es nach der Beschreibung im Königebuch Darstellungen von Cheruben und Palmen (1 Kön 6,29 ), im Allerheiligsten sollen zwei monumentale goldene Cheruben gestanden haben (1 Kön 6,23–28 ), im Vorhof ein auf zwölf Rindern ruhendes Ehernes Meer (1 Kön 7,23–26 ). Während der ersten nachchristlichen Jahrhunderte verbreitete sich die jüdische religiöse Kunst in die umgebenden Mittelmeerregionen wie Syrien und Griechenland, was Mosaikfußböden sowie Fresken auf Synagogenwänden zeigen wie auch die jüdischen Katakomben in Rom. Die mittelalterliche rabbinische und kabbalistische Literatur enthalten kalligrafische wie grafische Kunstdarstellungen. Allerdings war diese künstlerische Betätigung den Juden des europäischen Ghettos untersagt. Johnson fasst wiederum diesen plötzlichen Wechsel in der Teilnahme von Juden an der Bildenden Kunst (wie vielen anderen Künsten) zu einem großen Eintritt von ihnen in diese Branche des europäischen kulturellen Lebens zusammen:
Wiederum galt die Ankunft eines jüdischen Künstlers als ein merkwürdiges Phänomen. Tatsächlich gab es in der jüdischen Kunst jahrhundertelang zahlreiche Tiere (allerdings wenige Menschen): Löwen auf den Torabehängen, Eulen auf judäischen Münzen, Tiere auf den Kapitellen von Kapernaum, Vögel am Brunnen der Naro Synagoge (Tunis) aus dem 5. Jahrhundert; geschnitzte Tiere fanden sich auch auf holzgezimmerten Synagogen in Osteuropa – in der Tat bildete das jüdische Holzmesser den Prototyp des modernen jüdischen Holzschnittwerkzeuges. Ein Buch der jiddischen Volksornamentik, 1920 in Wizebsk gedruckt, war dem Bestiarium Chagalls sehr ähnlich. Doch der Widerstand frommer Juden gegen das Porträtieren von etwas Lebendigem war noch zu Anfang des 20. Jahrhunderts sehr stark.
Die jüdische  weltliche  Kunst entwickelte sich folglich – ebenso wie die jüdische Musik nicht sogleich nach der Emanzipation an der europäischen klassischen Musik orientiert, sondern erst mit dem Aufstieg des Modernismus im 20. Jahrhundert. Wohl gab es im 19. Jahrhundert zahlreiche jüdische Künstler, etwa Moritz Daniel Oppenheim, aber die jüdische künstlerische Kreativität entfaltete sich vor allem gegen Ende des Ersten Weltkrieges. Nach Nadine Nieszawer, „wurden die Juden bis 1905 immer in ihre Bücher gestoßen, aber erst seit der russischen Revolution emanzipierten und engagierten sie sich in der Politik und wurden Künstler. Geradezu eine jüdisch kulturelle Wiedergeburt “. Bestimmte Juden waren maßgeblich beteiligt bei den neuzeitlichen europäischen Kunstströmungen wie— Art déco (Tamara de Lempicka), Bauhaus (Mordecai Ardon, László Moholy-Nagy), Konstruktivismus (Boris Aronson, El Lissitzky), Kubismus (Nathan Altman, Jacques Lipchitz, Louis Marcoussis, Max Weber, Ossip Zadkine), Expressionismus (Erich Kahn, Jack Levine, Ludwig Meidner, Jules Pascin, Chaim Soutine), Impressionismus (Max Liebermann, Leonid Pasternak, Camille Pissarro), Minimalismus (Richard Serra), Orphismus (Sonia Delaunay), Realismus (Raphael Soyer), gesellschaftlicher Realismus (Leon Bibel, Raphael Soyer), Surrealismus (Victor Brauner, Treber Chagall, Meret Oppenheim und Man Ray), Wiener Schule des Phantastischen Realismus (Arik Brauer, Ernst Fuchs) und Vortizismus (David Bomberg, Jacob Epstein), sowie einige nicht notwendigerweise angeschlossen an eine einzelne Bewegung (Balthus, Eduard Bendemann, Mark Gertler, Maurycy Gottlieb, Nahum Gutman, Menashe Kadishman, Moise Kisling, R.B. Kitaj, Mane Katz, Isidor Kaufman, Michel Kikoïne, Pinchus Kremegne, Amedeo Modigliani, Elie Nadelman, Felix Nussbaum, Reuven Rubin, Charlotte Salomon, Boris Schatz, George Segal, Anna Ticho, William Rothenstein) – Lucian Freud, Frank Auerbach, pop Künstler Roy Lichtenstein und Judy Chicago haben nach dem Zweiten Weltkrieg in den USA und Großbritannien besonderen Ruhm erlangt.
Berühmte Juden Anfang des 20. Jahrhunderts in der Montparnasse-Bewegung und nach dem Zweiten Weltkrieg, die abstrakte Expressionisten waren: Helen Frankenthaler, Adolph Gottlieb, Philip Guston, Al Held, Franz Kline, Schutze Krasner, Barnett Newman, Milton Resnick und Mark Rothko, sowie die Postmodernisten. Viele russische Juden waren in der Kunst des szenisches Design, die zuvor erwähnten Chagall und Aronson, ebenso der bekannte Revolutionär Léon Bakst, der wie die anderen beiden auch malte. Mexikanisch-jüdische Künstler wie Pedro Friedeberg. Gustav Klimt war kein Jude, jedoch fast alle seine Gönner. Unter großen Künstlern kann Mark Chagall als der dem Judentum am tiefsten verpflichtete angesehen werden. Aber mit dem Verblassen dieser Kunst in graphisches Design werden andere jüdische Namen und Themen wichtiger: Leonard Baskin, Al Hirschfeld, Ben Shahn, Art Spiegelman und Saul Steinberg. Und im goldenen Zeitalter des amerikanischen Comics bleibt die jüdische Rolle unüberschätzbar: Joe Shuster und Jerry Siegel, die Schöpfer von Superman waren jüdisch, wie Bob Kane (né Robert Cohen), Martin Goodman, Joe Simon, Jack Kirby und Stan Schutze von Marvel-Comics; sowie William Gaines und Harvey Kurtzman, Gründer des MAD-Magazin.